# انجمن بین‌المللی تبلیغات
سازمان جهانی تبلیغات -IAA-  یا اتحادیه جهانی تبلیغات یا انجمن بین المللی تبلیغات (به انگلیسی: International Advertising Association) در اسناد رسمی و تاریخی ایران از ابتدا با نام سازمان جهانی تبلیغات شناخته شده یک نهاد بین‌المللی تأسیس شده در سال ۱۹۳۸ میلادی است.  
این نهاد که مرکز آن در نیویورک - ایالات متحده آمریکا - قرار دارد برای اولین بار در سال ۱۳۵۳ خورشیدی توسط فرهاد هرمزی وارد ایران شد و پس از پیروزی انقلاب اسلامی از سال ۱۳۵۷ تا سال ۱۳۹۴ (۲۰۱۵) در جمهوری اسلامی ایران دفتر و نمایندگی رسمی نداشته است.
این نهاد با تأیید قوهٔ قضاییهٔ آمریکا در سال ۱۹۳۸ (هفت سال قبل از تاسیس سازمان ملل متحد) با شکل corporation (شخصیت حقوقی برای همکاری بدون سود سهام) و در سال ۱۹۵۳ با تشکیلات جدید به عنوان international corporation organization (شخصیت حقوقی برای مشارکت در همکاری های بین‌المللی بدون سود سهام) که هردو از فرم‌های اختصاصی حقوق آمریکا هستند ثبت شده و در سال ۲۰۰۷ با تغییر شکل به organization (سازمان) هویت خود را به طور کامل به برند بین‌المللی خود IAA وابسته نموده است. اما نمایندگی‌های آن در کشورهای مختلف که chapter نامیده می شوند بر اساس قوانین و ظرفیت های کشور میزبان هرکدام وضعیت ثبتی-حقوقی متفاوتی دارند، مثلاً در هند به صورت یک شرکت، در ترکیه به صورت یک شورای تخصصی، در انگلستان به صورت یک مؤسسه، در امارات متحده عربی به شکل یک انجمن، در استرالیا به عنوان یک انجمن علمی ثبت شده است که اشتراک همهٔ این نمایندگی‌ها در به رسمیت شناخته شدن آن‌ها توسط مرکزیت بین‌المللی IAA (به عنوان مرجع قابل اعتماد علمی در حوزهٔ مارکتینگ و تبلیغ تجاری در کشور خودشان) ونیز نمایندگی برند بین‌المللی IAA است.
سازمان جهانی تبلیغات امروزه در ۸۱ کشور توسعه یافته و در حال توسعه از طریق آموزش، استانداردسازی ، انتقال تکنولوژی و همکاری‌های متقابل بین‌المللی، توسعهٔ علمی مارکتینگ و تبلیغات تجاری را پیگیری می‌نماید.